# Anna Freixas Farré
Anna Freixas Farré   (Barcelona, 21 de juliol de 1946), doctora en Psicologia que ha centrat la seva investigació en dones i gènere, és una escriptora feminista i professora d'universitat catalana.
Es va llicenciar i doctorar en Psicologia a la Universitat de Barcelona, on va ser deixebla de Miquel Siguán i on va desenvolupar els primers anys de la seva activitat docent. El 1981 va ingressar a la Universitat de Còrdova, primer a l'Institut de Ciències de l'Educació i després a la Facultat de Ciències de l'Educació, on va arribar a ser directora del departament de Psicologia i catedràtica de Psicologia Evolutiva i de l'Educació. També va crear i va dirigir -entre 1994 i 2001- l'Aula d'Estudis de les Dones, transformada després en la Càtedra Leonor de Guzmán.
Les seves línies de recerca han versat sobre l'envelliment de les dones, coeducació i feminisme i l'evolució de la recerca i docència en Psicologia des d'una perspectiva de gènere. Es considera que ha tingut unes aportacions pioneres per al desenvolupament de la gerontologia feminista a Espanya.

## Obres
- Mujer y envejecimiento. Aspectos psicosociales (Fundació La Caixa, 1993)
- (Ed.) Abuelas, madres, hijas: La transmisión sociocultural del arte de envejecer (Icaria Editorial, 2005)
- Demà més: dones, vides i temps (Institut Català de les Dones, 2006)
- Nuestra menopausia: una versión no oficial (Paidós, 2007)
- Tan frescas. Las nuevas mujeres mayores del siglo XXI (Paidós, 2013)
- Sin reglas. Erótica y libertad femenina en la madurez (Capitán Swing, 2018).[6]
- Yo, vieja. Apuntes de supervivencia para seres libres (Capitán Swing, 2021).[7]

## Premis i reconeixements
La seva obra Mujer y envejecimiento. Aspectos psicosociales va merèixer el Premi Dr. Rogeli Duocastella de Recerca en el Camp de les Ciències Socials, atorgat per la Fundació La Caixa, en 1993.
En 1999 li va ser concedit el VI Premi de Divulgació Feminista Carmen de Burgos, atorgat per l'Associació d'Estudis Històrics i sobre la Dona de la Universitat de Màlaga.
En 2009 va rebre, ex aequo, el Premi Meridiana de la Junta d'Andalusia, atorgat en reconeixement de la labor realitzada per persones i institucions en pro de la igualtat de drets entre homes i dones, en la categoria d'Iniciatives de Producció Artística, Cultural o Esportiva.
En 2019 va ser nomenada doctora honoris causa per la Universitat Simón Bolívar de Barranquilla (Colòmbia), essent la primera dona a tenir aquest reconeixement.
El 2021 va rebre el Premi Amics dels Majors 2021.